# Боевое патрулирование
Боевое патрулирование подводной лодки — маневрирование подводной лодки в назначенном районе моря (океана), или по заданным маршрутам в постоянной готовности к применению оружия по приказанию с командного пункта или по обстановке. Как правило боевое патрулирование осуществляется произвольными курсами, малошумными скоростями и на глубинах, обеспечивающих скрытность, возможность наблюдения за обстановкой и получения информации (в т. ч. приказаний) с командного пункта. Маршруты боевого патрулирования обычно выбираются вне зоны эффективной противолодочной обороны противника.
Впервые боевое патрулирование стало применяться в период Первой мировой войны. С 1960 года осуществляется боевое патрулирование ПЛАРБ ВМС США.